# Скаржиско-Каменна
Скаржи́ско-Каме́нна (пол. Skarżysko-Kamienna [skarˈʐɨskɔ kaˈmjɛnna]) — город в Польше, входит в Свентокшиское воеводство. Имеет статус городского повята. Занимает площадь 64,39 км². Население — 49 416 человек (на 2006  год).
Город-побратим — Жмеринка (Украина, Винницкая область)
В городе расположены локомотивное депо и железнодорожная станция.

## Фотографии

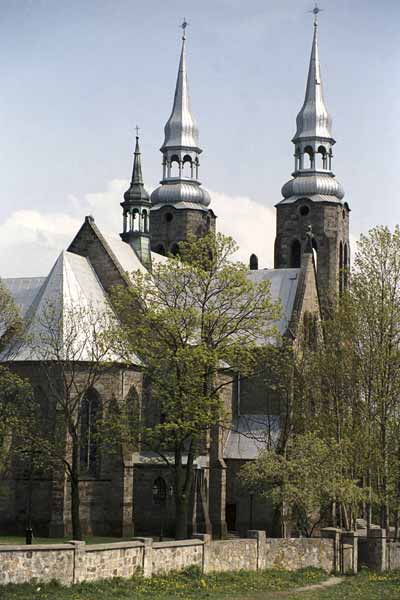
Костёл
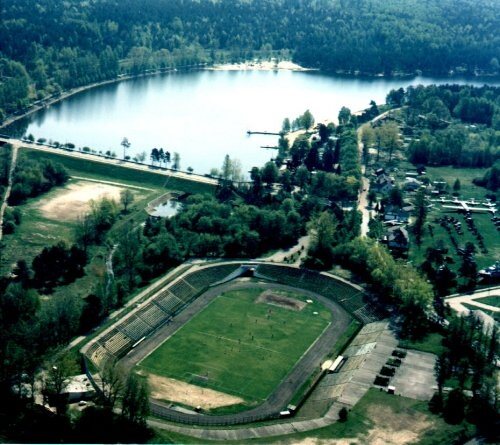
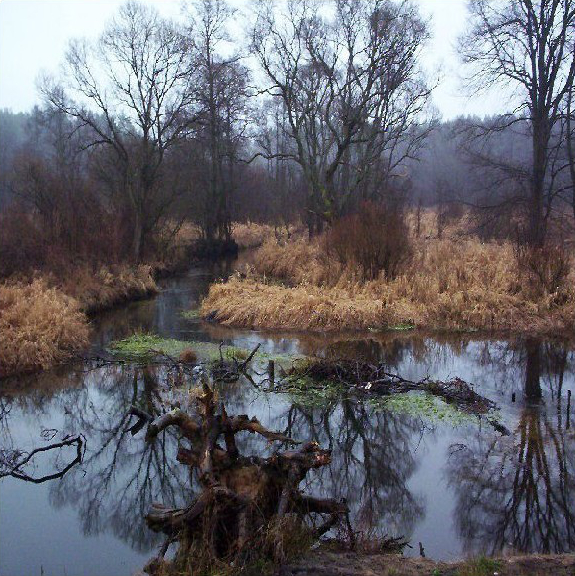
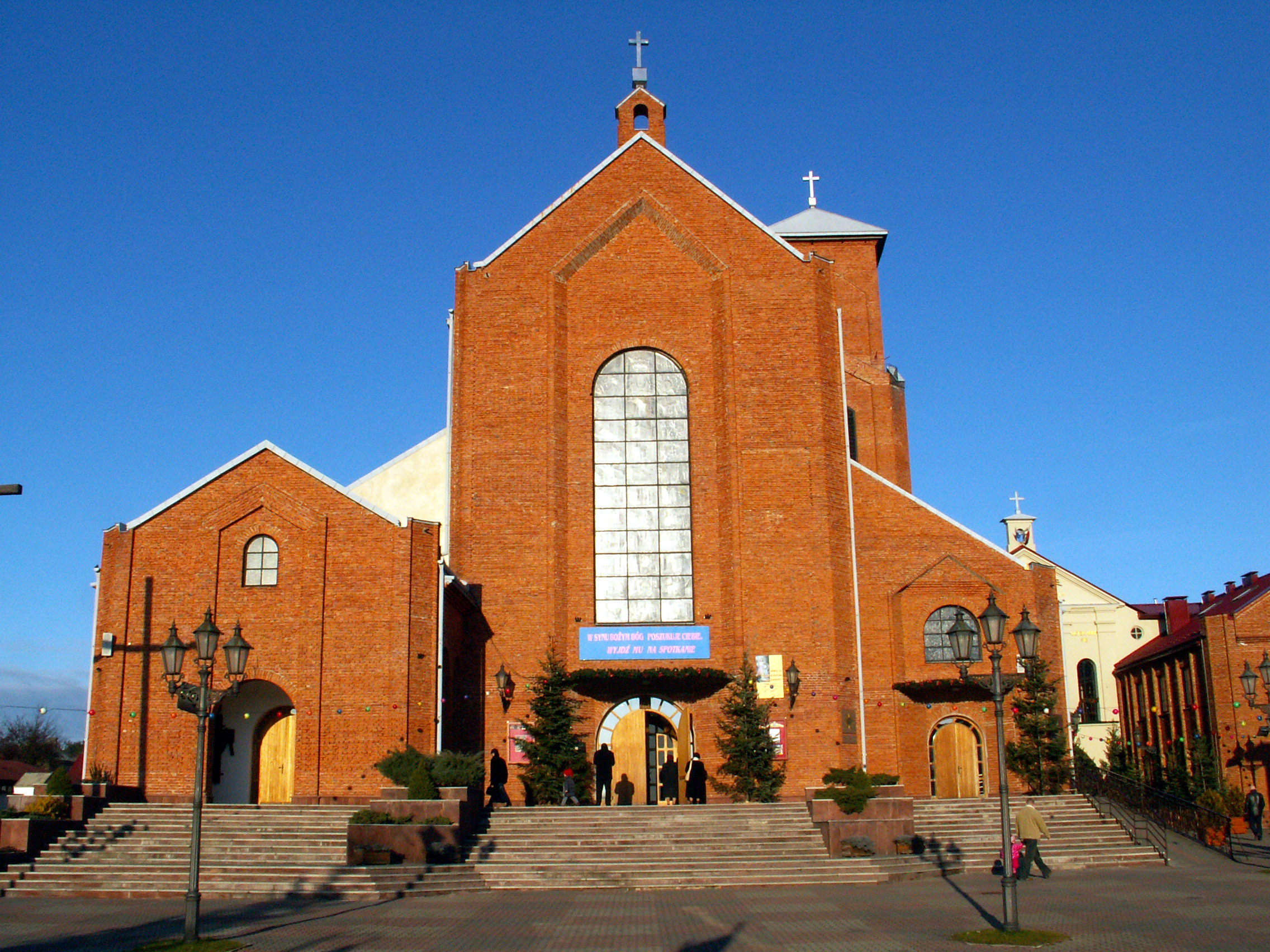